# Messerattacke in Sydney am 13. April 2024

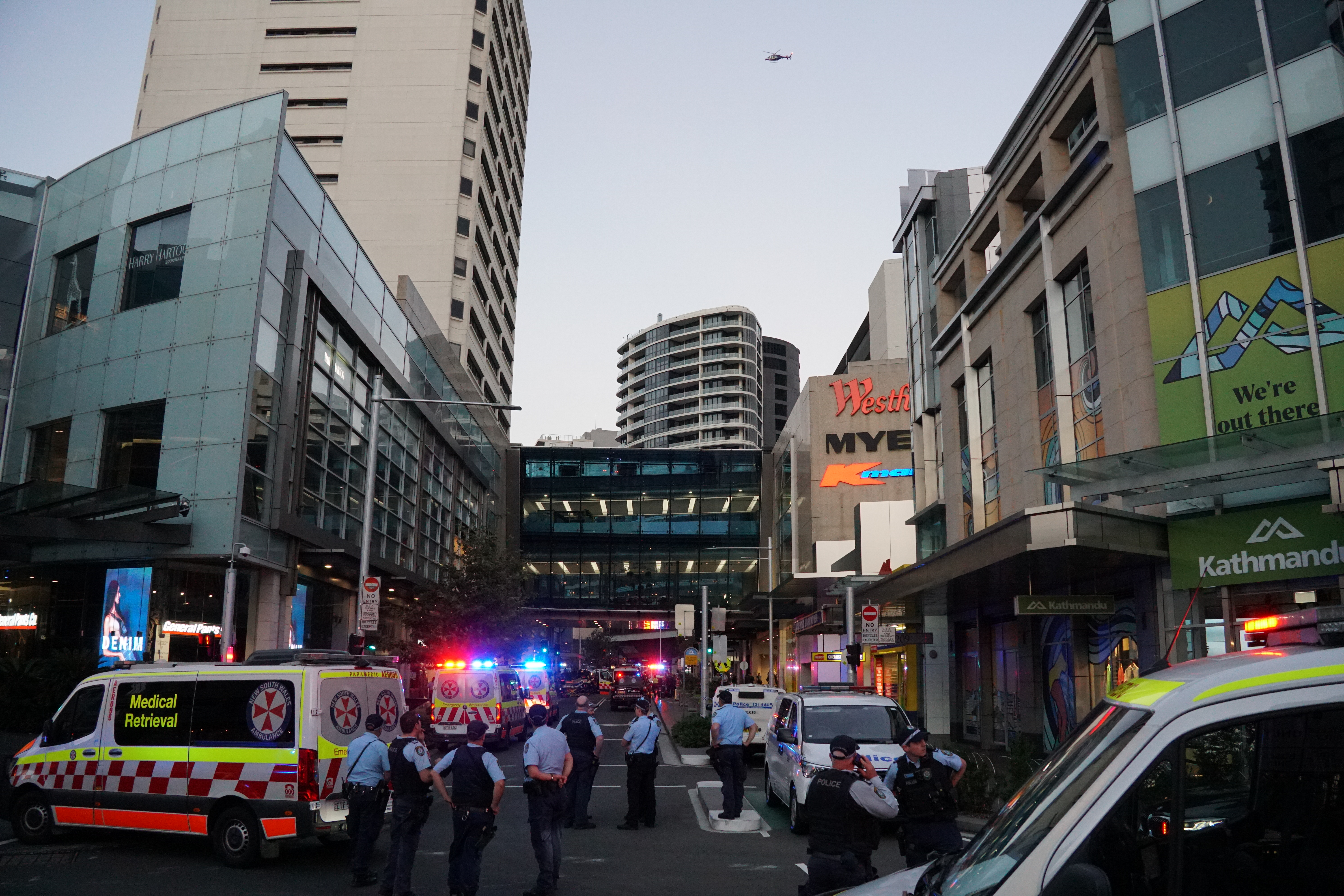
Einsatzkräfte am Tatort

Am 13. April 2024 kam es im Einkaufszentrum Westfield im Stadtteil Bondi Junction von Sydney zu einer Messerattacke. Der Angreifer tötete sechs Menschen und verletzte weitere zwölf, ehe er von einer Polizeibeamtin erschossen wurde.

## Verlauf
Nach Angaben der Polizei von New South Wales betrat der Täter das Westfield Bondi Junction gegen 15:10 Uhr Ortszeit, soll es darauf verlassen haben, um zehn Minuten später mit einem großen Messer zurückzukehren und offenbar gezielt Frauen anzugreifen. Vier Kundinnen, eine Verkäuferin und ein Wachmann kamen ums Leben.
Eine sich in der Nähe befindende Polizeiinspektorin auf Einzelstreife wurde von Passanten verständigt, zum Angreifer gewiesen und rannte ihm hinterher. Als er sie mit dem Messer bedrohte, schoss sie auf ihn; er starb noch vor Ort.
Beamte ließen das Gebäude räumen, um den Anschlag zu untersuchen. Öffentliche Verkehrsmittel, die an Bondi Junction vorbeiführten oder dorthin fuhren, wurden umgeleitet. Um 18:15 Uhr bestätigte die Polizei den Tod von sechs Opfern und des Täters. Zwölf teils lebensgefährlich Verletzte wurden ins Krankenhaus eingeliefert.
Der Angreifer, ein 40-jähriger Englischlehrer aus Toowoomba, war der Polizei des Bundesstaates Queensland bekannt, allerdings nicht wegen schwerwiegender Delikte. Bei ihm wurde im Alter von 17 Jahren eine psychische Erkrankung diagnostiziert, die sich im Laufe der Jahre verschlechterte; die Polizei geht davon aus, dass er an Schizophrenie erkrankt war. Für ein terroristisches Motiv wurden keine Hinweise gefunden; als mögliches Motiv nannte der Vater des Täters: „Weil er eine Freundin wollte, keine sozialen Fähigkeiten hat und völlig frustriert war.“
Es war die Gewalttat mit den meisten Todesopfern in Australien seit acht Jahren. Premierminister Anthony Albanese sprach den Betroffenen sowie den Ersthelfern sein Mitgefühl aus.